# Euro Hockey League masculin 2022-2023
Navigation
Pays-Bas 2022 2023-2024
L'Euro Hockey League masculin 2022-2023 est la 16e saison de l'Euro Hockey League, tournoi masculin des clubs de hockey sur gazon d'Europe, organisé par la Fédération européenne de hockey.
Le premier tour se déroulera du 30 septembre au 2 octobre 2022 et le Final 8 aura lieu du 6 au 10 avril 2023. Bloemendaal est le champion en titre, ayant remporté un cinquième titre record dans l'édition précédente.

## Attribution de l'équipe de l'association
Au total, 20 équipes de 11 des 45 associations membres de la EHF ont participé à l'Euro Hockey League 2022-2023. Le classement des associations basé sur les coefficients des pays de l'EHL est utilisé pour déterminer le nombre d'équipes participantes pour chaque association:
- Les associations 1 à 3 ont chacune trois équipes qualifiées.
- Les associations 4 à 6 ont chacune deux équipes qualifiées.
- Les associations 7 à 11 ont chacune une équipe qualifiée.

### Classement des associations
Pour l'Euro Hockey League 2022-2023, les associations se voient attribuer des places en fonction de leurs coefficients de pays EHL 2022, qui prennent en compte leurs performances en Euro Hockey League et les Trophées d'Europe I et II de 2019-2020 à 2022.
| Rang | +/- positions | Association    | Points | Équipes |
| ---- | ------------- | -------------- | ------ | ------- |
| 1    | 1             | Pays-Bas       | 39.417 | 3       |
| 2    | 1             | Allemagne      | 37.792 | 3       |
| 3    | 0             | Espagne        | 35.563 | 3       |
| 4    | 0             | Belgique       | 31.875 | 2       |
| 5    | 0             | Angleterre     | 31.563 | 2       |
| 6    | 1             | France         | 25.250 | 2       |
| 7    | 1             | Autriche       | 24.844 | 1       |
| 8    | 2             | Écosse         | 14.844 | 1       |
| 9    | 3             | Suisse         | 13.344 | 1       |
| 10   | 1             | Irlande        | 11.313 | 1       |
| 13   | 4             | Tchéquie       | 8.563  | 1       |
| 14   | 4             | Portugal       | 7.813  | 0       |
| 15   | 2             | Pays de Galles | 6.906  | 0       |
| 16   | 2             | Ukraine        | 6.844  | 0       |
| 17   | 2             | Danemark       | 4.313  | 0       |
| 18   | 2             | Italie         | 2.875  | 0       |
| 19   | 4             | Pologne        | 2.594  | 0       |
| 20   | 0             | Croatie        | 0.813  | 0       |

### Équipes
Les étiquettes entre parenthèses indiquent comment chaque équipe s'est qualifiée pour la place de son tour de départ :
- 1er, 2e, 3e : Classements de la ligue de la saison précédente

| Tour d'entrée      | Équipes                   | Équipes                           |
| ------------------ | ------------------------- | --------------------------------- |
| Quarts de finale   | HC Bloemendaal (1er)      | Rot-Weiss Köln (1er)              |
| Quarts de finale   | Atlètic Terrassa HC (1er) | Royal Racing Club Bruxelles (1er) |
| Phase préliminaire | Pinoké (2e)               | Hamburger Polo Club (2e)          |
| Phase préliminaire | Real Club de Polo (2e)    | La Gantoise HC (2e)               |
| Phase préliminaire | AH&BC Amsterdam (3e)      | Harvestehuder THC (3e)            |
| Phase préliminaire | Club Egara (3e)           | Old Georgians HC (1er)            |
| Phase préliminaire | Wimbledon HC (2e)         | CA Montrouge (1er)                |
| Phase préliminaire | Lille MHC (2e)            | SV Arminen (1er)                  |
| Phase préliminaire | Western Wildcats HC (1er) | HC Rotweiss Wettingen (1er)       |
| Phase préliminaire | Lisnagarvey HC (1er)      | SK Slavia Prague (1er)            |

## Tour préliminaire
La phase préliminaire se tiendra au Harvestehuder THC à Hambourg, en Allemagne du 29 septembre au 2 octobre 2022. Le tirage au sort s'est déroulé le 18 juillet 2022,. Les 4 vainqueurs du KO8 se qualifieront pour le Final8 en avril 2023.

### Poule A
|  | Knockout 16      | Knockout 16      |                         |   | Knockout 8 | Knockout 8 |
|  | Knockout 16      | Knockout 16      |                         |   | Knockout 8 | Knockout 8 |
|  |                  |                  |                         |   |            |            |
|  |                  |                  |                         |   |            |            |
|  |                  |                  |                         |   |            |            |
|  | Pinoké           | 16               |                         |   |            |            |
|  | Pinoké           | 16               |                         |   |            |            |
|  | SK Slavia Prague | 0                |                         |   |            |            |
|  | SK Slavia Prague | 0                | Pinoké                  | 3 |            |            |
|  |                  |                  | Pinoké                  | 3 |            |            |
|  |                  | Old Georgians HC | 1                       |   |            |            |
|  | Old Georgians HC | Old Georgians HC | 1                       | 4 |            |            |
|  | Old Georgians HC |                  |                         | 4 |            |            |
|  | SV Arminen       | 0                |                         |   |            |            |
|  | SV Arminen       | 0                | Match pour la 13e place |   |            |            |
|  |                  |                  |                         |   |            |            |
|  |                  |                  |                         |   |            |            |
|  |                  |                  |                         |   |            |            |
|  | SV Arminen       | 4                |                         |   |            |            |
|  | SV Arminen       | 4                |                         |   |            |            |
|  | SK Slavia Prague | 2                |                         |   |            |            |
|  | SK Slavia Prague | 2                |                         |   |            |            |

#### Knockout 16
| Match 9                | Old Georgians HC                           | 4 - 0   | SV Arminen |                                                                                   |                                                                                   |
| 1er octobre 2022 10h30 | J. Carson 6e · Ward 37e, 45e · Proctor 43e | (1 - 0) |            | Arbitrage : Céline Martin-Schmets Antonio Ilgrande Arbitre vidéo : Daniel Veerman | Arbitrage : Céline Martin-Schmets Antonio Ilgrande Arbitre vidéo : Daniel Veerman |
| 1er octobre 2022 10h30 | Rapport                                    |         |            | Arbitrage : Céline Martin-Schmets Antonio Ilgrande Arbitre vidéo : Daniel Veerman | Arbitrage : Céline Martin-Schmets Antonio Ilgrande Arbitre vidéo : Daniel Veerman |

| Match 10               | Pinoké | 16 - 0  | SK Slavia Prague |                                                                              |                                                                              |
| 1er octobre 2022 12h45 | Hendrickx 1e, 15e, 29e, 38e, 53e · Landbrug 2e, 27e · Bukkens 3e, 24e, 41e, 42e · Sutorius 10e · Van der Valk 23e · Dockier 45e · Aardenburg 52e · Schoenaker 55e | (9 - 0) |                  | Arbitrage : Tim Meissner Jaroslav Suchocki Arbitre vidéo : Benjamin Messerli | Arbitrage : Tim Meissner Jaroslav Suchocki Arbitre vidéo : Benjamin Messerli |
| 1er octobre 2022 12h45 | Rapport |         |                  | Arbitrage : Tim Meissner Jaroslav Suchocki Arbitre vidéo : Benjamin Messerli | Arbitrage : Tim Meissner Jaroslav Suchocki Arbitre vidéo : Benjamin Messerli |

#### Match pour la13eplace
| Match 13             | SV Arminen                              | 4 - 2   | SK Slavia Prague       |                                                                            |                                                                            |
| 2 octobre 2022 09h45 | Uher 15e, 32e · A. Bele 17e · Campe 44e | (2 - 0) | 43e Bodnár · 47e Brzák | Arbitrage : Rachel Williams Jaroslav Suchocki Arbitre vidéo : Sean Edwards | Arbitrage : Rachel Williams Jaroslav Suchocki Arbitre vidéo : Sean Edwards |
| 2 octobre 2022 09h45 | Rapport                                 |         |                        | Arbitrage : Rachel Williams Jaroslav Suchocki Arbitre vidéo : Sean Edwards | Arbitrage : Rachel Williams Jaroslav Suchocki Arbitre vidéo : Sean Edwards |

#### Knockout 8
| Match 14             | Pinoké                                   | 3 - 1   | Old Georgians HC |                                                                              |                                                                              |
| 2 octobre 2022 12h00 | Landbrug 26e · Dockier 37e · Bukkens 56e | (1 - 0) | 59e Morton       | Arbitrage : Tim Meissner Céline Martin-Schmets Arbitre vidéo : Jakub Mejzlik | Arbitrage : Tim Meissner Céline Martin-Schmets Arbitre vidéo : Jakub Mejzlik |
| 2 octobre 2022 12h00 | Rapport                                  |         |                  | Arbitrage : Tim Meissner Céline Martin-Schmets Arbitre vidéo : Jakub Mejzlik | Arbitrage : Tim Meissner Céline Martin-Schmets Arbitre vidéo : Jakub Mejzlik |

### Poule B
|  | Knockout 16           | Knockout 16     |                         |       | Knockout 8 | Knockout 8 |
|  | Knockout 16           | Knockout 16     |                         |       | Knockout 8 | Knockout 8 |
|  |                       |                 |                         |       |            |            |
|  |                       |                 |                         |       |            |            |
|  |                       |                 |                         |       |            |            |
|  | La Gantoise HC        | 7               |                         |       |            |            |
|  | La Gantoise HC        | 7               |                         |       |            |            |
|  | HC Rotweiss Wettingen | 0               |                         |       |            |            |
|  | HC Rotweiss Wettingen | 0               | La Gantoise HC          | 1 (4) |            |            |
|  |                       |                 | La Gantoise HC          | 1 (4) |            |            |
|  |                       | AH&BC Amsterdam | 1 (2)                   |       |            |            |
|  | AH&BC Amsterdam       | AH&BC Amsterdam | 1 (2)                   | 6     |            |            |
|  | AH&BC Amsterdam       |                 |                         | 6     |            |            |
|  | Lille MHC             | 1               |                         |       |            |            |
|  | Lille MHC             | 1               | Match pour la 13e place |       |            |            |
|  |                       |                 |                         |       |            |            |
|  |                       |                 |                         |       |            |            |
|  |                       |                 |                         |       |            |            |
|  | Lille MHC             | 2 (3)           |                         |       |            |            |
|  | Lille MHC             | 2 (3)           |                         |       |            |            |
|  | HC Rotweiss Wettingen | 2 (0)           |                         |       |            |            |
|  | HC Rotweiss Wettingen | 2 (0)           |                         |       |            |            |

#### Knockout 16
| Match 1                 | AH&BC Amsterdam                                                   | 6 - 1   | Lille MHC  |                                                                                  |                                                                                  |
| 29 septembre 2022 12h15 | Burkhardt 3e, 44e · Pruijser 14e · Rupinder 27e, 50e · Dawson 53e | (3 - 0) | 53e Bonomi | Arbitrage : Sean Edwards Benjamin Messerli Arbitre vidéo : Céline Martin-Schmets | Arbitrage : Sean Edwards Benjamin Messerli Arbitre vidéo : Céline Martin-Schmets |
| 29 septembre 2022 12h15 | Rapport                                                           |         |            | Arbitrage : Sean Edwards Benjamin Messerli Arbitre vidéo : Céline Martin-Schmets | Arbitrage : Sean Edwards Benjamin Messerli Arbitre vidéo : Céline Martin-Schmets |

| Match 2                 | La Gantoise HC                                                                   | 7 - 0   | HC Rotweiss Wettingen |                                                                        |                                                                        |
| 29 septembre 2022 14h30 | Duvekot 13e, 16e, 34e · Molenaer 35e · Madeley 44e · Murray 52e · T. Clément 55e | (2 - 0) |                       | Arbitrage : Daniel Veerman Xavier Fenaert Arbitre vidéo : Tim Meissner | Arbitrage : Daniel Veerman Xavier Fenaert Arbitre vidéo : Tim Meissner |
| 29 septembre 2022 14h30 | Rapport                                                                          |         |                       | Arbitrage : Daniel Veerman Xavier Fenaert Arbitre vidéo : Tim Meissner | Arbitrage : Daniel Veerman Xavier Fenaert Arbitre vidéo : Tim Meissner |

#### Match pour la13eplace
| Match 5                 | Lille MHC                 | 2 - 2             | HC Rotweiss Wettingen          |                                                                                   |                                                                                   |
| 30 septembre 2022 12h15 | Lockwood 11e, 29e         | (2 - 1)           | 18e, 59e Winkler               | Arbitrage : Céline Martin-Schmets Jaroslav Suchocki Arbitre vidéo : Jakub Mejzlik | Arbitrage : Céline Martin-Schmets Jaroslav Suchocki Arbitre vidéo : Jakub Mejzlik |
| 30 septembre 2022 12h15 | Rapport                   |                   |                                | Arbitrage : Céline Martin-Schmets Jaroslav Suchocki Arbitre vidéo : Jakub Mejzlik | Arbitrage : Céline Martin-Schmets Jaroslav Suchocki Arbitre vidéo : Jakub Mejzlik |
| 30 septembre 2022 12h15 | Lockwood · Ponthieu · Paz | Tirs au but 3 - 0 | Y. Morard · Kirschbaum · Flück | Arbitrage : Céline Martin-Schmets Jaroslav Suchocki Arbitre vidéo : Jakub Mejzlik | Arbitrage : Céline Martin-Schmets Jaroslav Suchocki Arbitre vidéo : Jakub Mejzlik |

#### Knockout 8
| Match 6                 | La Gantoise HC                   | 1 - 1             | AH&BC Amsterdam                           |                                                                           |                                                                           |
| 30 septembre 2022 14h30 | Duvekot 42e                      | (0 - 0)           | 36e Pruijser                              | Arbitrage : Tim Meissner Antonio Ilgrande Arbitre vidéo : Rachel Williams | Arbitrage : Tim Meissner Antonio Ilgrande Arbitre vidéo : Rachel Williams |
| 30 septembre 2022 14h30 | Rapport                          |                   |                                           | Arbitrage : Tim Meissner Antonio Ilgrande Arbitre vidéo : Rachel Williams | Arbitrage : Tim Meissner Antonio Ilgrande Arbitre vidéo : Rachel Williams |
| 30 septembre 2022 14h30 | Hellin · Kina · Murray · Duvekot | Tirs au but 4 - 2 | Middendorp · Pruijser · Verga · Burkhardt | Arbitrage : Tim Meissner Antonio Ilgrande Arbitre vidéo : Rachel Williams | Arbitrage : Tim Meissner Antonio Ilgrande Arbitre vidéo : Rachel Williams |

### Poule C
|  | Knockout 16         | Knockout 16       |                         |   | Knockout 8 | Knockout 8 |
|  | Knockout 16         | Knockout 16       |                         |   | Knockout 8 | Knockout 8 |
|  |                     |                   |                         |   |            |            |
|  |                     |                   |                         |   |            |            |
|  |                     |                   |                         |   |            |            |
|  | Harvestehuder THC   | 9                 |                         |   |            |            |
|  | Harvestehuder THC   | 9                 |                         |   |            |            |
|  | Western Wildcats HC | 1                 |                         |   |            |            |
|  | Western Wildcats HC | 1                 | Harvestehuder THC       | 3 |            |            |
|  |                     |                   | Harvestehuder THC       | 3 |            |            |
|  |                     | Real Club de Polo | 0                       |   |            |            |
|  | Real Club de Polo   | Real Club de Polo | 0                       | 5 |            |            |
|  | Real Club de Polo   |                   |                         | 5 |            |            |
|  | Club Egara          | 2                 |                         |   |            |            |
|  | Club Egara          | 2                 | Match pour la 13e place |   |            |            |
|  |                     |                   |                         |   |            |            |
|  |                     |                   |                         |   |            |            |
|  |                     |                   |                         |   |            |            |
|  | Club Egara          | 3                 |                         |   |            |            |
|  | Club Egara          | 3                 |                         |   |            |            |
|  | Western Wildcats HC | 1                 |                         |   |            |            |
|  | Western Wildcats HC | 1                 |                         |   |            |            |

#### Knockout 16
| Match 11               | Real Club de Polo                                        | 5 - 2   | Club Egara                |                                                                       |                                                                       |
| 1er octobre 2022 15h00 | Miralles 2e, 36e · Terradas 28e · Ruiz 54e · Fortuño 60e | (2 - 1) | 28e Gispert · 38e Aguilar | Arbitrage : Daniel Veerman Sean Edwards Arbitre vidéo : Jakub Mejzlik | Arbitrage : Daniel Veerman Sean Edwards Arbitre vidéo : Jakub Mejzlik |
| 1er octobre 2022 15h00 | Rapport                                                  |         |                           | Arbitrage : Daniel Veerman Sean Edwards Arbitre vidéo : Jakub Mejzlik | Arbitrage : Daniel Veerman Sean Edwards Arbitre vidéo : Jakub Mejzlik |

| Match 12               | Harvestehuder THC                                                | 9 - 1   | Western Wildcats HC |                                                                          |                                                                          |
| 1er octobre 2022 17h15 | Frey 9e, 60e · Glander 10e, 24e, 42e · Körper 18e, 33e, 47e, 56e | (4 - 0) | 42e Homfray         | Arbitrage : Rachel Williams Xavier Fenaert Arbitre vidéo : Jakub Mejzlik | Arbitrage : Rachel Williams Xavier Fenaert Arbitre vidéo : Jakub Mejzlik |
| 1er octobre 2022 17h15 | Rapport                                                          |         |                     | Arbitrage : Rachel Williams Xavier Fenaert Arbitre vidéo : Jakub Mejzlik | Arbitrage : Rachel Williams Xavier Fenaert Arbitre vidéo : Jakub Mejzlik |

#### Match pour la13eplace
| Match 15             | Club Egara                           | 3 - 1   | Western Wildcats HC |                                                                                |                                                                                |
| 2 octobre 2022 14h15 | Aguilar 33e · Mercadé 50e · Amat 59e | (0 - 0) | 47e Mackenzie       | Arbitrage : Xavier Fenaert Benjamin Messerli Arbitre vidéo : Jaroslav Suchocki | Arbitrage : Xavier Fenaert Benjamin Messerli Arbitre vidéo : Jaroslav Suchocki |
| 2 octobre 2022 14h15 | Rapport                              |         |                     | Arbitrage : Xavier Fenaert Benjamin Messerli Arbitre vidéo : Jaroslav Suchocki | Arbitrage : Xavier Fenaert Benjamin Messerli Arbitre vidéo : Jaroslav Suchocki |

#### Knockout 8
| Match 16             | Harvestehuder THC                    | 3 - 0   | Real Club de Polo |                                                                          |                                                                          |
| 2 octobre 2022 16h30 | Hasbach 28e · Frey 29e · Glander 43e | (2 - 0) |                   | Arbitrage : Daniel Veerman Sean Edwards Arbitre vidéo : Antonio Ilgrande | Arbitrage : Daniel Veerman Sean Edwards Arbitre vidéo : Antonio Ilgrande |
| 2 octobre 2022 16h30 | Rapport                              |         |                   | Arbitrage : Daniel Veerman Sean Edwards Arbitre vidéo : Antonio Ilgrande | Arbitrage : Daniel Veerman Sean Edwards Arbitre vidéo : Antonio Ilgrande |

### Poule D
|  | Knockout 16         | Knockout 16    |                         |   | Knockout 8 | Knockout 8 |
|  | Knockout 16         | Knockout 16    |                         |   | Knockout 8 | Knockout 8 |
|  |                     |                |                         |   |            |            |
|  |                     |                |                         |   |            |            |
|  |                     |                |                         |   |            |            |
|  | Hamburger Polo Club | 4              |                         |   |            |            |
|  | Hamburger Polo Club | 4              |                         |   |            |            |
|  | Wimbledon HC        | 0              |                         |   |            |            |
|  | Wimbledon HC        | 0              | Hamburger Polo Club     | 7 |            |            |
|  |                     |                | Hamburger Polo Club     | 7 |            |            |
|  |                     | Lisnagarvey HC | 1                       |   |            |            |
|  | CA Montrouge        | Lisnagarvey HC | 1                       | 0 |            |            |
|  | CA Montrouge        |                |                         | 0 |            |            |
|  | Lisnagarvey HC      | 4              |                         |   |            |            |
|  | Lisnagarvey HC      | 4              | Match pour la 13e place |   |            |            |
|  |                     |                |                         |   |            |            |
|  |                     |                |                         |   |            |            |
|  |                     |                |                         |   |            |            |
|  | Wimbledon HC        | 5              |                         |   |            |            |
|  | Wimbledon HC        | 5              |                         |   |            |            |
|  | CA Montrouge        | 3              |                         |   |            |            |
|  | CA Montrouge        | 3              |                         |   |            |            |

#### Knockout 16
| Match 3                 | CA Montrouge | 0 - 4   | Lisnagarvey HC                                          |                                                                           |                                                                           |
| 29 septembre 2022 16h45 |              | (0 - 3) | 4e Corry · 7e T. Chambers · 11e Williamson · 44e Nelson | Arbitrage : Rachel Williams Antonio Ilgrande Arbitre vidéo : Sean Edwards | Arbitrage : Rachel Williams Antonio Ilgrande Arbitre vidéo : Sean Edwards |
| 29 septembre 2022 16h45 | Rapport      |         |                                                         | Arbitrage : Rachel Williams Antonio Ilgrande Arbitre vidéo : Sean Edwards | Arbitrage : Rachel Williams Antonio Ilgrande Arbitre vidéo : Sean Edwards |

| Match 4                 | Hamburger Polo Club                     | 4 - 0   | Wimbledon HC | | |
| 29 septembre 2022 19h00 | Staib 5e, 35e · Smith 17e · Russell 49e | (2 - 0) |              | Arbitrage : Céline Martin-Schmets Xavier Fenaert (Entrant) Jakub Mejzlik Arbitre vidéo : Daniel Veerman | Arbitrage : Céline Martin-Schmets Xavier Fenaert (Entrant) Jakub Mejzlik Arbitre vidéo : Daniel Veerman |
| 29 septembre 2022 19h00 | Rapport                                 |         |              | Arbitrage : Céline Martin-Schmets Xavier Fenaert (Entrant) Jakub Mejzlik Arbitre vidéo : Daniel Veerman | Arbitrage : Céline Martin-Schmets Xavier Fenaert (Entrant) Jakub Mejzlik Arbitre vidéo : Daniel Veerman |

#### Match pour la13eplace
| Match 7                 | Wimbledon HC                                                        | 5 - 3   | CA Montrouge                             |                                                                            |                                                                            |
| 30 septembre 2022 16h45 | Darlington 12e · Hooper 35e · Francis 39e · Horler 41e · Condon 46e | (1 - 2) | 29e Mazurier · 30e Montecot · 37e Poupée | Arbitrage : Daniel Veerman Benjamin Messerli Arbitre vidéo : Jakub Mejzlik | Arbitrage : Daniel Veerman Benjamin Messerli Arbitre vidéo : Jakub Mejzlik |
| 30 septembre 2022 16h45 | Rapport                                                             |         |                                          | Arbitrage : Daniel Veerman Benjamin Messerli Arbitre vidéo : Jakub Mejzlik | Arbitrage : Daniel Veerman Benjamin Messerli Arbitre vidéo : Jakub Mejzlik |

#### Knockout 8
| Match 8                 | Hamburger Polo Club                                             | 7 - 1   | Lisnagarvey HC |                                                                                |                                                                                |
| 30 septembre 2022 19h00 | Russell 2e, 9e, 35e, 49e · Inglis 53e · Bartels 53e · Staib 59e | (2 - 0) | 32e Kidd       | Arbitrage : Sean Edwards Rachel Williams Arbitre vidéo : Céline Martin-Schmets | Arbitrage : Sean Edwards Rachel Williams Arbitre vidéo : Céline Martin-Schmets |
| 30 septembre 2022 19h00 | Rapport                                                         |         |                | Arbitrage : Sean Edwards Rachel Williams Arbitre vidéo : Céline Martin-Schmets | Arbitrage : Sean Edwards Rachel Williams Arbitre vidéo : Céline Martin-Schmets |

## Final8
Le Final8 sera organisé par Pinoké au Wagener Stadium à Amsterdam, aux Pays-Bas, du 6 au 10 avril 2023, parallèlement au tournoi féminin. Le tirage au sort a eu lieu le 14 décembre 2022.

### Tableau
|  | Quarts de finale            | Quarts de finale            |                |                     | Demi-finales           | Demi-finales |  |  | Finale                      | Finale |
|  | Quarts de finale            | Quarts de finale            |                |                     | Demi-finales           | Demi-finales |  |  | Finale                      | Finale |
|  |                             |                             |                |                     |                        |              |  |  |                             |        |
|  |                             |                             |                |                     |                        |              |  |  |                             |        |
|  |                             |                             |                |                     |                        |              |  |  |                             |        |
|  | Pinoké                      | 2                           |                |                     |                        |              |  |  |                             |        |
|  | Pinoké                      | 2                           |                |                     |                        |              |  |  |                             |        |
|  | Royal Racing Club Bruxelles | 3                           |                |                     |                        |              |  |  |                             |        |
|  | Royal Racing Club Bruxelles | 3                           | HC Bloemendaal | 4                   |                        |              |  |  |                             |        |
|  |                             |                             | HC Bloemendaal | 4                   |                        |              |  |  |                             |        |
|  |                             | Royal Racing Club Bruxelles | 1              |                     |                        |              |  |  |                             |        |
|  | HC Bloemendaal              | Royal Racing Club Bruxelles | 1              | 7                   |                        |              |  |  |                             |        |
|  | HC Bloemendaal              |                             |                | 7                   |                        |              |  |  |                             |        |
|  | Harvestehuder THC           | 2                           |                |                     |                        |              |  |  |                             |        |
|  | Harvestehuder THC           | 2                           | HC Bloemendaal | 1                   |                        |              |  |  |                             |        |
|  |                             |                             | HC Bloemendaal | 1                   |                        |              |  |  |                             |        |
|  |                             | Rot-Weiss Köln              | 0              |                     |                        |              |  |  |                             |        |
|  | Rot-Weiss Köln              | Rot-Weiss Köln              | 0              | 4 (3)               |                        |              |  |  |                             |        |
|  | Rot-Weiss Köln              |                             |                | 4 (3)               |                        |              |  |  |                             |        |
|  | Hamburger Polo Club         | 4 (0)                       |                |                     |                        |              |  |  |                             |        |
|  | Hamburger Polo Club         | 4 (0)                       | Rot-Weiss Köln | 3 (4)               |                        |              |  |  |                             |        |
|  |                             |                             | Rot-Weiss Köln | 3 (4)               | Match pour la 3e place |              |  |  |                             |        |
|  |                             | Atlètic Terrassa HC         | 3 (3)          |                     |                        |              |  |  |                             |        |
|  | Atlètic Terrassa HC         | Atlètic Terrassa HC         | 3 (3)          | 2 (3)               |                        |              |  |  |                             |        |
|  | Atlètic Terrassa HC         |                             |                | 2 (3)               |                        |              |  |  |                             |        |
|  | La Gantoise HC              | 2 (2)                       |                | Atlètic Terrassa HC | 0                      |              |  |  |                             |        |
|  | La Gantoise HC              | 2 (2)                       |                | Atlètic Terrassa HC | 0                      |              |  |  |                             |        |
|  |                             |                             |                |                     |                        |              |  |  | Royal Racing Club Bruxelles | 3      |
|  |                             |                             |                |                     |                        |              |  |  | Royal Racing Club Bruxelles | 3      |

### Quarts de finale
| Match 1            | HC Bloemendaal                                                                       | 7 - 2   | Harvestehuder THC        |                                                                                |                                                                                |
| 6 avril 2023 17h00 | T. Brinkman 2e, 42e · Swaen 34e, 53e · Van der Veen 37e · Beins 47e · Hiebendaal 59e | (1 - 1) | 11e Glander · 57e Körper | Arbitrage : Laurine Delforge Sean Edwards Arbitre vidéo : Sébastien Michielsen | Arbitrage : Laurine Delforge Sean Edwards Arbitre vidéo : Sébastien Michielsen |
| 6 avril 2023 17h00 | Rapport                                                                              |         |                          | Arbitrage : Laurine Delforge Sean Edwards Arbitre vidéo : Sébastien Michielsen | Arbitrage : Laurine Delforge Sean Edwards Arbitre vidéo : Sébastien Michielsen |

| Match 2            | Pinoké                      | 2 - 3   | Royal Racing Club Bruxelles    |                                                                        |                                                                        |
| 6 avril 2023 19h15 | Landbrug 6e · Hendrickx 25e | (2 - 2) | 11e, 17e Malherbe · 49e Cosyns | Arbitrage : Tim Meissner Antonio Ilgrande Arbitre vidéo : Alison Keogh | Arbitrage : Tim Meissner Antonio Ilgrande Arbitre vidéo : Alison Keogh |
| 6 avril 2023 19h15 | Rapport                     |         |                                | Arbitrage : Tim Meissner Antonio Ilgrande Arbitre vidéo : Alison Keogh | Arbitrage : Tim Meissner Antonio Ilgrande Arbitre vidéo : Alison Keogh |

| Match 3            | Rot-Weiss Köln                                                   | 4 - 4             | Hamburger Polo Club                         |                                                                                   |                                                                                   |
| 7 avril 2023 09h30 | Pelzner 15e · Prinz 45e · M. Grambusch 52e · Van der Weerden 58e | (1 - 2)           | 6e, 17e Russell · 34e Silanoglu · 36e Staib | Arbitrage : Sébastien Michielsen Harry Collinson Arbitre vidéo : Laurine Delforge | Arbitrage : Sébastien Michielsen Harry Collinson Arbitre vidéo : Laurine Delforge |
| 7 avril 2023 09h30 | Rapport                                                          |                   |                                             | Arbitrage : Sébastien Michielsen Harry Collinson Arbitre vidéo : Laurine Delforge | Arbitrage : Sébastien Michielsen Harry Collinson Arbitre vidéo : Laurine Delforge |
| 7 avril 2023 09h30 | Große · Trompertz · Makzour                                      | Tirs au but 3 - 0 | Inglis · Woods · Smith                      | Arbitrage : Sébastien Michielsen Harry Collinson Arbitre vidéo : Laurine Delforge | Arbitrage : Sébastien Michielsen Harry Collinson Arbitre vidéo : Laurine Delforge |

| Match 4            | Atlètic Terrassa HC                                     | 2 - 2             | La Gantoise HC                               |                                                                              |                                                                              |
| 7 avril 2023 18h00 | Tarrés 14e · Cabré-Verdiell 57e                         | (1 - 1)           | 17e M. Deplus · 52e Kina                     | Arbitrage : Paul van den Assum Antonio Ilgrande Arbitre vidéo : Sean Edwards | Arbitrage : Paul van den Assum Antonio Ilgrande Arbitre vidéo : Sean Edwards |
| 7 avril 2023 18h00 | Rapport                                                 |                   |                                              | Arbitrage : Paul van den Assum Antonio Ilgrande Arbitre vidéo : Sean Edwards | Arbitrage : Paul van den Assum Antonio Ilgrande Arbitre vidéo : Sean Edwards |
| 7 avril 2023 18h00 | Malgosa · Pe. Cunill · Bonastre · Figa · Cabré-Verdiell | Tirs au but 3 - 2 | Kina · Masson · Murray · Duvekot · T. Deplus | Arbitrage : Paul van den Assum Antonio Ilgrande Arbitre vidéo : Sean Edwards | Arbitrage : Paul van den Assum Antonio Ilgrande Arbitre vidéo : Sean Edwards |

### Matchs de classement
| Match 5            | Pinoké                                        | 5 - 4   | Harvestehuder THC                         |                                                                                    |                                                                                    |
| 8 avril 2023 11h30 | Hendrickx 14e, 30e, 44e, 58e · Aardenburg 39e | (2 - 2) | 18e, 56e Körper · 19e Losonci · 36e Ntuli | Arbitrage : Laurine Delforge Sébastien Michielsen Arbitre vidéo : Antonio Ilgrande | Arbitrage : Laurine Delforge Sébastien Michielsen Arbitre vidéo : Antonio Ilgrande |
| 8 avril 2023 11h30 | Rapport                                       |         |                                           | Arbitrage : Laurine Delforge Sébastien Michielsen Arbitre vidéo : Antonio Ilgrande | Arbitrage : Laurine Delforge Sébastien Michielsen Arbitre vidéo : Antonio Ilgrande |

| Match 8            | Hamburger Polo Club                 | 2 - 2             | La Gantoise HC                              |                                                                              |                                                                              |
| 9 avril 2023 16h00 | Russell 3e · Smith 9e               | (2 - 1)           | 15e T. Clément · 46e Hellin                 | Arbitrage : Hannah Harrison Antonio Ilgrande Arbitre vidéo : Harry Collinson | Arbitrage : Hannah Harrison Antonio Ilgrande Arbitre vidéo : Harry Collinson |
| 9 avril 2023 16h00 | Rapport                             |                   |                                             | Arbitrage : Hannah Harrison Antonio Ilgrande Arbitre vidéo : Harry Collinson | Arbitrage : Hannah Harrison Antonio Ilgrande Arbitre vidéo : Harry Collinson |
| 9 avril 2023 16h00 | Staib · Inglis · Thörnblom · Müller | Tirs au but 1 - 3 | T. Clément · Tynevez · Esquelin · M. Deplus | Arbitrage : Hannah Harrison Antonio Ilgrande Arbitre vidéo : Harry Collinson | Arbitrage : Hannah Harrison Antonio Ilgrande Arbitre vidéo : Harry Collinson |

### Demi-finale
| Match 6            | HC Bloemendaal                                                | 4 - 1   | Royal Racing Club Bruxelles |                                                                       |                                                                       |
| 8 avril 2023 13h45 | Swaen 19e · Bovendeert 35e · J. Brinkman 54e · Wortelboer 60e | (1 - 0) | 50e Cayphas                 | Arbitrage : Tim Meissner Sean Edwards Arbitre vidéo : Hannah Harrison | Arbitrage : Tim Meissner Sean Edwards Arbitre vidéo : Hannah Harrison |
| 8 avril 2023 13h45 | Rapport                                                       |         |                             | Arbitrage : Tim Meissner Sean Edwards Arbitre vidéo : Hannah Harrison | Arbitrage : Tim Meissner Sean Edwards Arbitre vidéo : Hannah Harrison |

| Match 7            | Rot-Weiss Köln                                     | 3 - 3             | Atlètic Terrassa HC                                       |                                                                                  |                                                                                  |
| 9 avril 2023 13h45 | Rühr 22e · Seitz 25e · Mazkour 30e                 | (3 - 1)           | 20e, 52e Pe. Cunill · 53e Castello                        | Arbitrage : Paul van den Assum Sébastien Michielsen Arbitre vidéo : Sean Edwards | Arbitrage : Paul van den Assum Sébastien Michielsen Arbitre vidéo : Sean Edwards |
| 9 avril 2023 13h45 | Rapport                                            |                   |                                                           | Arbitrage : Paul van den Assum Sébastien Michielsen Arbitre vidéo : Sean Edwards | Arbitrage : Paul van den Assum Sébastien Michielsen Arbitre vidéo : Sean Edwards |
| 9 avril 2023 13h45 | Große · Trompertz · Mazkour · Prinz · M. Grambusch | Tirs au but 4 - 3 | Malgosa · Pe. Cunill · Cabré-Verdiell · Bonastre · Salles | Arbitrage : Paul van den Assum Sébastien Michielsen Arbitre vidéo : Sean Edwards | Arbitrage : Paul van den Assum Sébastien Michielsen Arbitre vidéo : Sean Edwards |

### Match pour la3eplace
| Match 9             | Atlètic Terrassa HC | 0 - 3   | Royal Racing Club Bruxelles |                                                                             |                                                                             |
| 10 avril 2023 11h30 |                     | (0 - 1) | 30e, 32e, 47e Cosyns        | Arbitrage : Paul van den Assum Harry Collinson Arbitre vidéo : Tim Meissner | Arbitrage : Paul van den Assum Harry Collinson Arbitre vidéo : Tim Meissner |
| 10 avril 2023 11h30 | Rapport             |         |                             | Arbitrage : Paul van den Assum Harry Collinson Arbitre vidéo : Tim Meissner | Arbitrage : Paul van den Assum Harry Collinson Arbitre vidéo : Tim Meissner |

### Finale
| Match 10            | HC Bloemendaal | 1 - 0   | Rot-Weiss Köln |                                                                                     |                                                                                     |
| 10 avril 2023 16h15 | Beins 21e      | (1 - 0) |                | Arbitrage : Sébastien Michielsen Sean Edwards Arbitre vidéo : Céline Martin-Schmets | Arbitrage : Sébastien Michielsen Sean Edwards Arbitre vidéo : Céline Martin-Schmets |
| 10 avril 2023 16h15 | Rapport        |         |                | Arbitrage : Sébastien Michielsen Sean Edwards Arbitre vidéo : Céline Martin-Schmets | Arbitrage : Sébastien Michielsen Sean Edwards Arbitre vidéo : Céline Martin-Schmets |